# Waiting for Forever
Waiting for Forever è un film del 2010 diretto da James Keach. Il film è stato presentato in anteprima negli Stati Uniti al Santa Barbara International Film Festival il 10 febbraio 2010 e distribuito nelle sale il 4 febbraio 2011.

## Trama
Emma e Will, migliori amici d'infanzia, si sono allontanati da molto tempo, ma per Will la ragazza non ha mai smesso di essere la persona più importante della sua vita. Will, però, non ha né una casa né un vero lavoro e sopravvive facendo il giocoliere ed esibendosi. Costretta a tornare nella sua città natale per assistere il padre malato, Emma cerca di lasciarsi alle spalle una vita amorosa travagliata ed una carriera televisiva in declino.

## Distribuzione
- USA: Waiting for Forever, 4 febbraio 2011